# بروتين كيناز P38 المنشط بالميتوجين
البروتينات الكينازية المنشطة بالميتوجين p38 هي مجموعة من البروتينات الكينازية المنشطة بالميتوجين في الخلايا تستجيب لمؤشرات الضغط، مثل السيتوكينات، الأشعة فوق البنفسجية، الصدمة الحرارية، الصدمة الأسموزية، عديد السكاريد الشحمي (كذلك تُعرف باسم السموم الداخلية) وعوامل النمو. هذه البروتينات تلعب دورًا هامًا في العديد من العمليات الخلوية، مثل تمايز الخلايا (عملية تطور الخلية إلى أنواع مختلفة)، والموت المبرمج للخلية الحية (وهي عملية تقوم الخلية بقتل نفسها بشكل مبرمج لتجديد الأنسجة والحماية من الأمراض)، والإتهام الذاتي(وهي عملية التخلص الذاتي من المكونات الخلوية القديمة أو التالفة). ومن الجدير بالذكر أن التنشيط المستمر لهذا المسار في خلايا العضلات الجذعية يمكن أن يؤدي إلى تقليل القدرة على تجديد العضلات، وهو أمر يمكن أن يحدث بسبب الشيخوخة.

## الأهمية السريرية
الإجهاد التأكسدي هو أقوى أنواع الإجهاد التي تُنشط بروتين كيناز P38 المنشط بالميتوجين بشكل خاص. تم ربط النشاط الغير طبيعي (أعلى أو أقل من الطبيعي) لبروتين كيناز P38 المنشط بالميتوجين بالإجهادات المرضية في عدة أنسجة، بما في ذلك الأنسجة العصبية، والعظمية، والرئوية، والقلبية والعضلية الهيكلية، وخلايا الدم الحمراء، والأنسجة الجنينية. يمكن للبروتين الناتج من طلائع الجينات الورمية عائلة راس RAS زيادة نشاط بروتين كيناز P38 المنشط بالميتوجين، وبالتالي يمكن أن يُسبب نشاطًا زائدًا لعامل النسخ المعروف العامل النووي المعزز لسلسلة كابا الخفيفة في الخلايا البائية النشطة NF-κB. يتم تنظيم هذا العامل عادة من مسارات داخل الخلية تعمل على تجميع ومعالجة الإشارات التي تأتي من الأنسجة المحيطة بالخلية، وكذلك الإشارات من الجهاز المناعي. هذا التنظيم يساعد على ضبط استجابة الخلية لمحيطها وظروفها الداخلية، بما في ذلك استجابتها للإجهادات والتحفيزات المختلفة. بدورها، تنسق هذه الإشارات بين بقاء الخلية وموتها. يمكن لنشاط العامل النووي المعزز لسلسلة كابا الخفيفة في الخلايا البائية النشطة NF-κB غير المنظم تفعيل الجينات التي تزيد من قدرة خلايا السرطان على البقاء والنمو داخل الجسم، ويمكن أيضًا تفعيل الجينات التي تُسهل انتقال خلايا السرطان إلى أنسجة أخرى. أظهرت الدراسات أيضًا أن بروتين كيناز P38 المنشط بالميتوجين يرتبط بنتائج الورم الأرومي الدبقي، حيث تم ربط وجود نشاط مرتفع في هذا المسار بانخفاض معدل البقاء على قيد الحياة لدى المرضى المصابين.

## روابط خارجية
- p38+Mitogen-Activated+Protein+Kinases at the U.S. National Library of Medicine Medical Subject Headings (MeSH) - معلومات عن بروتين كيناز P38 المنشط بالميتوجين في تصنيفات نظام فهرسة المواضيع الطبية MeSH.
- P38mapkPathway - نظرة عامة عن مسار بروتين كيناز P38 المنشط بالميتوجين من خلال قاعدة بيانات KEGG.
- p38 Signaling Pathway - مقال علمي يوضح مسار الإشارة لبروتين كيناز P38 المنشط بالميتوجين.
- MAP Kinase Resource Archived 2021-04-15 at the Wayback Machine - مصدر لبروتين كيناز منشط بالميتوجين.
- p38 MAPK Pathway - موارد ومعلومات حول مسار بروتين كيناز P38 المنشط بالميتوجين.